# Deer Trail
Deer Trail est une ville américaine située dans le comté d'Arapahoe dans le Colorado.
Selon le recensement de 2010, Deer Trail compte 546 habitants. La municipalité s'étend sur 1,08 milles carrés (2,8 km2).
La ville est fondée par le scout Oliver P. Wiggins, qui la nomme Deer Trail (la « piste des cerfs ») en référence aux animaux qui venaient boire à cet endroit.

## Démographie
| 1930 | 1940 | 1950 | 1960 | 1970 | 1980 |
| ---- | ---- | ---- | ---- | ---- | ---- |
| 390  | 387  | 421  | 764  | 374  | 463  |

| 1990 | 2000 | 2010 | - | - | - |
| ---- | ---- | ---- | - | - | - |
| 476  | 598  | 546  | - | - | - |